# Keilestraat
De Keilestraat is een straat die gelegen is tussen de Keilehaven en de Lekhaven op het industriegebied Nieuw-Mathenesse in Rotterdam - Delfshaven. Aan de andere kant van de Keilehaven ligt de Keileweg. De Keilestraat, -haven en -weg zijn vernoemd naar de voormalige Keilepolder, waarin ze liggen.
Aan de Keilestraat, aan de Lekhavenzijde, was Thomsen's Havenbedrijf gevestigd, destijds een van de grote en belangrijke klassieke stuwadoorsbedrijven van Rotterdam. Rond 1950 beschikte het over iets meer dan 4 ha terrein en had het de beschikking over de gehele ca. 850 meter lange kade. In 1948 liet het bedrijf aan deze straat een nieuw complex van de hand van Brinkman & v.d. Broek bouwen. In het poortgebouw dat er deel van uitmaakte, was naast een kantine, "ruimten voor inspecteurs en bazen" en was- en kleedlokalen voor het personeel, ook een wachtruimte ingericht voor passagiers die reisden met vrachtschepen die over passagiersaccommodatie beschikten. Het gebouw dat net voorbij het gedempte deel van de Lekhaven staat fungeert nu als bedrijfsverzamelgebouw, en is inmiddels een gemeentelijk monument. Thans staat het 'bekend' als de 'Vertrekhal Oranjelijn', ook al heeft dat gebouw niets met de scheepvaartlijn Oranje Lijn van doen gehad. Door de gedeeltelijke demping van onder meer de Lekhaven is het terrein nu ook aan de Benjamin Franklinstraat komen te liggen, waardoor het adres nu is gewijzigd in Benjamin Franklinstraat 501.
Aan de Keilestraat staat ook het distributiecentrum van de Voedselbank Rotterdam, waar de voedselpakketten worden samengesteld en waar vandaan ze worden gedistribueerd over de diverse uitdeelpunten.
Aelbrechtskade ·
Beukelsdijk ·
G.J. de Jonghweg ·
's-Gravendijkwal ·
Havenstraat ·
Henegouwerlaan ·
Keilestraat ·
Keileweg ·
Marconiplein ·
Mathenesserlaan ·
Mathenesserplein ·
Müllerpier ·
Nieuwe Binnenweg ·
Piet Heynsplein ·
Piet Heynstraat ·
Puntegaalstraat ·
Rochussenstraat ·
Schiedamseweg ·
Vierhavensstraat ·
Westzeedijk